# Heliocontia taragma
Heliocontia taragma là một loài bướm đêm trong họ Noctuidae.